# 阿赖鼹形田鼠
阿赖鼹形田鼠 (学名:Ellobius alaicus)是吉尔吉斯斯坦阿赖山脉特有的一种鼹形田鼠。对它们的了解仅限于它们分布在阿赖山脉的草原，它们的种群数量及趋势和是否受到威胁完全不明。国际自然保护联盟将其列为数据缺乏。
它们可能受到栖息地破坏的威胁。